# Список полнометражных мультфильмов, номинированных на премию «Оскар», вне категории «Лучший анимационный полнометражный фильм»
На этой странице представлены полнометражные анимационные фильмы, номинированные на премию «Оскар», или получившие её в категориях вне категории «Лучший анимационный полнометражный фильм».

## Список категорий

### Лучший фильм
| Год         | Мультфильм                     | Номинант(ы)       | Результат | Пр.   |
| ----------- | ------------------------------ | ----------------- | --------- | ----- |
| 1992 (64-я) | Красавица и Чудовище           | Дон Хан           | Номинация | [ 1 ] |
| 2010 (82-я) | Вверх                          | Джонас Ривера     | Номинация | [ 2 ] |
| 2011 (83-я) | История игрушек: Большой побег | Дарла К. Андерсон | Номинация | [ 3 ] |

### Лучший фильм на иностранном языке
| Год         | Мультфильм      | Номинант(ы)          | Результат | Пр.   |
| ----------- | --------------- | -------------------- | --------- | ----- |
| 2009 (81-я) | Вальс с Баширом | Ари Фольман          | Номинация | [ 4 ] |
| 2022 (94-я) | Побег           | Йонас Поэр Расмуссен | Номинация | [ 5 ] |
| 2025 (97-я) | Поток           | Гинтс Зильбалодис    | Номинация | [ 6 ] |

### Лучший документальный полнометражный фильм
| Год         | Мультфильм | Номинант(ы)                                                                           | Результат | Пр.   |
| ----------- | ---------- | ------------------------------------------------------------------------------------- | --------- | ----- |
| 2022 (94-я) | Побег      | Йонас Поэр Расмуссен, Моника Хеллстрём, Синье Бирдж Серенсен и Шарлотта де Ла Гурнери | Номинация | [ 5 ] |

### Лучший оригинальный сценарий
| Год         | Мультфильм      | Номинант(ы) | Результат | Пр.    |
| ----------- | --------------- | --- | --------- | ------ |
| 1996 (68-я) | История игрушек | Эндрю Стэнтон (сценарий и сюжет), Джосс Уидон, Джоэл Коэн, Алек Соколов (сценарий), Джон Лассетер, Пит Доктер, Джо Рэнфт (сюжет) | Номинация | [ 7 ]  |
| 2004 (76-я) | В поисках Немо  | Эндрю Стэнтон (сценарий и сюжет), Боб Питерсон, Дэвид Рейнольдс (сценарий)                                                       | Номинация | [ 8 ]  |
| 2005 (77-я) | Суперсемейка    | Брэд Бёрд | Номинация | [ 9 ]  |
| 2008 (80-я) | Рататуй         | Брэд Бёрд (сценарий и сюжет), Ян Пинкава, Джим Капобьянко (сюжет)                                                                | Номинация | [ 10 ] |
| 2009 (81-я) | ВАЛЛ-И          | Эндрю Стэнтон (сценарий и сюжет), Джим Рирдон (сценарий), Пит Доктер (сюжет)                                                     | Номинация | [ 4 ]  |
| 2010 (82-я) | Вверх           | Боб Питерсон, Пит Доктер (сценарий и сюжет), Том Маккарти (сюжет)                                                                | Номинация | [ 2 ]  |
| 2016 (88-я) | Головоломка     | Пит Доктер (сценарий и сюжет), Мэг Лефов, Джош Кули (сценарий), Ронни Дель Кармен (сюжет)                                        | Номинация | [ 11 ] |

### Лучший адаптированный сценарий
| Год         | Мультфильм                     | Номинант(ы)                                                             | Результат | Пр.    |
| ----------- | ------------------------------ | ----------------------------------------------------------------------- | --------- | ------ |
| 2002 (74-я) | Шрек                           | Тед Эллиот, Терри Россио, Джо Стиллман, Роджер С. Х. Шульман            | Номинация | [ 12 ] |
| 2011 (83-я) | История игрушек: Большой побег | Майкл Арндт (сценарий), Джон Лассетер, Эндрю Стэнтон, Ли Анкрич (сюжет) | Номинация | [ 3 ]  |

### Лучший звуковой монтаж
| Год         | Мультфильм                     | Номинант(ы)                     | Результат | Пр.    |
| ----------- | ------------------------------ | ------------------------------- | --------- | ------ |
| 1993 (65-я) | Аладдин                        | Марк Манджини                   | Номинация |        |
| 2002 (74-я) | Корпорация монстров            | Гэри Райдстром и Майкл Сильверс | Номинация | [ 12 ] |
| 2004 (76-я) | В поисках Немо                 | Гэри Райдстром и Майкл Сильверс | Номинация | [ 8 ]  |
| 2005 (77-я) | Суперсемейка                   | Майкл Сильверс и Рэнди Том      | Победа    | [ 9 ]  |
| 2005 (77-я) | Полярный экспресс              | Рэнди Том и Деннис Леонард      | Номинация | [ 9 ]  |
| 2008 (80-я) | Рататуй                        | Рэнди Том и Майкл Сильверс      | Номинация | [ 10 ] |
| 2009 (81-я) | ВАЛЛ-И                         | Бен Бёртт и Мэттью Вуд          | Номинация | [ 4 ]  |
| 2010 (82-я) | Вверх                          | Майкл Сильверс и Том Майерс     | Номинация | [ 2 ]  |
| 2011 (83-я) | История игрушек: Большой побег | Майкл Сильверс и Том Майерс     | Номинация | [ 3 ]  |

### Лучший звук
| Год         | Мультфильм           | Номинант(ы)                                              | Результат | Пр.    |
| ----------- | -------------------- | -------------------------------------------------------- | --------- | ------ |
| 1943 (15-я) | Бэмби                | Сэм Слайфилд                                             | Номинация |        |
| 1951 (23-я) | Золушка              | Сэм Слайфилд                                             | Номинация |        |
| 1992 (64-я) | Красавица и Чудовище | Терри Портер, Мэл Меткалф, Дэвид Дж. Хадсон и Док Кейн   | Номинация | [ 1 ]  |
| 1993 (65-я) | Аладдин              | Терри Портер, Мэл Меткалф, Дэвид Дж. Хадсон и Док Кейн   | Номинация |        |
| 2005 (77-я) | Суперсемейка         | Рэнди Том, Гари Риззо, и Док Кейн                        | Номинация | [ 9 ]  |
| 2005 (77-я) | Полярный экспресс    | Рэнди Том, Том Джонсон, Деннис Сэндс, и Уильям Б. Каплан | Номинация | [ 9 ]  |
| 2008 (80-я) | Рататуй              | Рэнди Том, Майкл Семаник и Док Кейн                      | Номинация | [ 10 ] |
| 2009 (81-я) | ВАЛЛ-И               | Том Майерс, Майкл Семаник и Бен Бёртт                    | Номинация | [ 4 ]  |
| 2021 (93-я) | Душа                 | Рен Клайс, Койя Эллиот и Дэвид Паркер                    | Номинация |        |
| 2025 (97-я) | Дикий робот          | Рэнди Том, Брайан Чамни, Гари Риззо и Лефф Леффертс      | Номинация | [ 6 ]  |

### Лучшие визуальные эффекты
| Год         | Мультфильм              | Номинант(ы)                                                 | Результат | Пр.    |
| ----------- | ----------------------- | ----------------------------------------------------------- | --------- | ------ |
| 1994 (66-я) | Кошмар перед Рождеством | Пит Козачик, Эрик Лейтон, Ариэл Веласко Шоу и Гордон Бейкер | Номинация | [ 14 ] |
| 2017 (89-я) | Кубо. Легенда о самурае | Стив Эмерсон, Оливер Джонс, Брайан Маклин и Брэд Шифф       | Номинация |        |
| 2020 (92-я) | Король Лев              | Роберт Легато, Адам Валдез, Эндрю Джонс и Эллиот Ньюман     | Номинация |        |